# Crows Nest, New South Wales
Crows Nest este o suburbie în Sydney, Australia.